# Cantó de Juvisy-sur-Orge
El cantó de Juvisy-sur-Orge és un antic cantó francès del departament d'Essonne, que estava situat al districte de Palaiseau. Comptava amb 2 municipis i el cap era Juvisy-sur-Orge.
Va desaparèixer al 2015 i el seu territori es va dividir entre el cantó d'Athis-Mons i el cantó de Savigny-sur-Orge.

## Municipis
- Juvisy-sur-Orge
- Savigny-sur-Orge (part)

## Història
| Data d'elecció                           | Identitat                   | Partit        | Qualitat |
| ---------------------------------------- | --------------------------- | ------------- | -------- |
| 1967-1973                                | Xavier Pidoux de La Maduère | Divers droite |          |
| 1973-1979                                | Robert Thévenet             | PS            |          |
| 1979-1998                                | Claude Petit                | UDF           |          |
| 1998-                                    | Étienne Chaufour            | PS            |          |
| les dades anteriors no són pas conegudes |                             |               |          |
|                                          |                             |               |          |

## Demografia
| A partir de 1990: Població sense dobles comptes |